# Dalemain
Dalemain és una masia ubicada a 10 milles del sud-oest de Penrith a Cumbria. És un monument classificat a Gran Bretanya inclòs en el Statutory List of Buildings of Special Architectural or Historic Interest.
Des del 2005 s'hi organitza cada any el «Dalemain World Marmalada Festival», un festival gastronòmic dedicat a l'art de les melmelades i confitures.

## Història
Una torre fortificada (torre peel) va ser construïda en el lloc durant el regnat d'Enric II d'Anglaterra. Les velles dates de la sala son del segle xiv i les ales van ser afegides en el segle XVI; l'edifici pertany a la família Hasell des de 1679 quan va ser adquirit per Sir Edward Hasell, qui hi havia estat majordom de Lady Anne Clifford. El 1840 Edward i la seva muller Dorothea van tenir una filla que va es va convertir en l'escriptora Elizabeth Julia Hasell. La façana principal de l'edifici va ser afegida el 1744.
La masia disposa d'un gran jardí que va rebre el 2013 el premi del jardí de l'any, patrocinat per l'Associació de Cases Històriques i Christie's. Les plantes del jardí inclouen un avet grec que fou un regal de Joseph Bancs, el botànic, en el 1840s.